# Селянка (приток Волги)
Селянка — ручей в России, левый приток Волги, протекает по Рыбинскому району Ярославской области. Длина водотока составляет 10 км.
Исток реки находится в лесной местности к северо-востоку от города Рыбинск, а устье непосредственно в городе.
Исток реки удален от устья на 9 км (по прямой). Река течёт на юго-запад. Она протекает через деревни Сельцо, Селишки и Кипячево, последняя находится уже в городе Рыбинске. В реку впадает ряд безымянных левых притоков и перед самым впадением в Волгу ручей Крутец. Однако по топографической карте, вопреки данным водного реестра, не Крутец — приток Селянки, а наоборот Селянка — приток Крутца. Район города Рыбинска, расположенный на левом берегу Волги ниже устья Селянки носит историческое название Слип.

## Данные водного реестра
По данным государственного водного реестра России относится к Верхневолжскому бассейновому округу, водохозяйственный участок реки — Волга от Рыбинского гидроузла до города Кострома, без реки Кострома от истока до водомерного поста у деревни Исады, речной подбассейн реки — Волга ниже Рыбинского водохранилища до впадения Оки. Речной бассейн реки — (Верхняя) Волга до Куйбышевского водохранилища (без бассейна Оки).
Код объекта в государственном водном реестре — 08010300212210000010337.